# At the Hop
| Оценки критиков | Оценки критиков |
| Источник        | Оценка          |
| --------------- | --------------- |
| AllMusic        | Без оценки      |

«At the Hop» — песня группы Danny and The Juniors. Вышла на отдельном сингле в 1957 году на лейбле ABC Records. В Великобритании сингл с ней достиг 3 места.
Песня провела 7 недель на 1-м месте американского «Билборда» и стала одним из самых больших хитов 1958 года.
Песня «At the Hop» в исполнении группы в оригинальной версии Danny and The Juniors входит в составленный Залом славы рок-н-ролла список 500 Songs That Shaped Rock and Roll.